# ケイハイ
株式会社ケイハイは、千葉県船橋市に本社を置く都市ガス工事を中心に建築設備工事等を行う企業である。また、京葉瓦斯グループの中核企業でもある。

## 事業内容
- 都市ガス配管工事の設計・施工及び施工管理
- 給排水衛生設備工事の設計・施工及び施工管理
- 都市ガス供給に関する設備の維持管理業務
- 土木構造物及び舗装工事並びに上下水道工事の施工及び施工管理
- 電気設備工事の施工及び施工管理
- ガス機器と住宅機器（電気機器を含む）の販売
- 建築物及び台所及び浴室のリフォーム工事の施工及び施工管理
- 空気調和設備工事の施工及び施工管理
- 建築機械設備工事の施工及び施工管理
- ガス整圧器ユニットの製作
- 京葉ガスから委託されている倉庫の管理業務
- 改良土の製造及び販売並びに骨材の販売
- 金銭の貸付及び手形の割引
- 前各号に付帯する事業

## 事業所
- 本社(千葉県船橋市)
- 東京支店（東京都新宿区西新宿）
- 葛南支店（千葉県市川市）
- 船橋支店（千葉県船橋市）
- 東葛支店（千葉県柏市）
- 四街道支店（千葉県四街道市）
- 東金支店（千葉県東金市）
- 大網支店（千葉県大網白里市）
- 鎌ヶ谷事業所（千葉県鎌ケ谷市）
- S&Rセンター（千葉県鎌ケ谷市）
- サービスショップ東初富店（千葉県鎌ケ谷市）
- 船橋工場（千葉県船橋市）